# 普里克內斯 (新澤西州)
普里克內斯（英語：Preakness）是位於美國新澤西州巴賽克縣的普查規定居民點。

## 人口
根據2020年美國人口普查的數據，普里克內斯的面積為14.77平方千米，當中陸地面積為14.70平方千米，而水域面積為0.07平方千米。當地共有人口18487人，而人口密度為每平方千米1,251.66人。